# جاشوا آنگریست
جاشوا آنگریست (انگلیسی: Joshua Angrist؛ زادهٔ ۱۸ سپتامبر ۱۹۶۰) اقتصاددان اسرائیلی آمریکایی و استاد اقتصاد فورد در مؤسسه فناوری ماساچوست است. در سال ۲۰۲۱ آنگریست به همراه دیوید کارد و گیدو ایمبنس جایزه یادبود نوبل علوم اقتصادی را دریافت کردند. آنگریست و ایمبنس نیمی از جایزه را «به دلیل مشارکت روش شناختی خود در تجزیه و تحلیل روابط علی متغیرهای اقتصادی» بین هم تقسیم کردند.

## زندگی‌نامه
آنگریست که در خانواده‌ای یهودی در کلمبوس، اوهایو متولد شد و در پیتسبرگ، پنسیلوانیا بزرگ شده بود، در کالج اوبرلین تحصیل کرد و در آنجا مدرک کارشناسی خود را در اقتصاد در سال ۱۹۸۲ دریافت کرد. وی از سال ۱۹۸۲ تا ۱۹۸۵ در اسرائیل زندگی و به عنوان چترباز در نیروهای دفاعی اسرائیل خدمت می‌کرد.